# Бльохи
Бльохи (пол. Blochy) — село в Польщі, у гміні Длуґосьодло Вишковського повіту Мазовецького воєводства.
Населення — 381 особа (2011).
У 1975-1998 роках село належало до Остроленцького воєводства.

## Демографія
Демографічна структура станом на 31 березня 2011 року:
|          | Загалом | Допрацездатний вік | Працездатний вік | Постпрацездатний вік |
| -------- | ------- | ------------------ | ---------------- | -------------------- |
| Чоловіки | 180     | 52                 | 120              | 8                    |
| Жінки    | 201     | 55                 | 112              | 34                   |
| Разом    | 381     | 107                | 232              | 42                   |